# 71e cérémonie des Oscars
La 71e cérémonie des Oscars du cinéma s'est déroulée le 21 mars 1999 au Dorothy Chandler Pavilion, à Los Angeles.
Whoopi Goldberg en était la maîtresse de cérémonie.

## Palmarès
Les lauréats sont indiqués ci-dessous en premier de chaque catégorie et en gras.

### Meilleur film
Cet Oscar ne nomme et ne récompense que les producteurs
(Remis par Harrison Ford)
- Shakespeare in Love — David Parfitt, Donna Gigliotti, Harvey Weinstein, Edward Zwick et Marc Norman
  - La vie est belle (La vita è bella) — Elda Ferri et Gianluigi Braschi
  - Elizabeth — Alison Owen, Eric Fellner et Tim Bevan
  - La ligne rouge (The Thin Red Line) — Robert Michael Geisler, John Roberdeau et Grant Hill
  - Il faut sauver le soldat Ryan (Saving Private Ryan) — Steven Spielberg, Ian Bryce, Mark Gordon et Gary Levinsohn

### Meilleur réalisateur
(Remis par Kevin Costner)
- Steven Spielberg pour Il faut sauver le soldat Ryan
  - Roberto Benigni pour La vie est belle
  - John Madden pour Shakespeare in Love
  - Terrence Malick pour La ligne rouge
  - Peter Weir pour The Truman Show

### Meilleur acteur
(Remis par Helen Hunt)
- Roberto Benigni pour le rôle de Guido dans La vie est belle
  - Tom Hanks pour le rôle du capitaine Miller dans Il faut sauver le soldat Ryan
  - Ian McKellen pour le rôle de James Whale dans Ni dieux ni démons (Gods and Monsters)
  - Nick Nolte pour le rôle de Wade Whitehouse dans Affliction
  - Edward Norton pour le rôle de Derek Vinyard dans American History X

### Meilleure actrice
(Remis par Jack Nicholson)
- Gwyneth Paltrow pour le rôle de Viola De Lesseps dans Shakespeare in Love
  - Cate Blanchett pour le rôle d'Élisabeth Ire dans Elizabeth
  - Fernanda Montenegro pour le rôle de Dora dans Central do Brasil
  - Meryl Streep pour le rôle de Kate Gulden dans Contre jour (One True Thing)
  - Emily Watson pour le rôle de Jacqueline du Pré dans Hilary et Jackie (Hilary and Jackie)

### Meilleur acteur dans un second rôle
- James Coburn pour le rôle de Glen Whitehouse dans Affliction
  - Robert Duvall pour le rôle de Jérôme Facher dans Préjudice (A Civil Action)
  - Ed Harris pour le rôle de Christof dans The Truman Show
  - Geoffrey Rush pour le rôle de Philip Henslowe dans Shakespeare in Love
  - Billy Bob Thornton pour le rôle de Jacob dans Un plan simple (A Simple Plan)

### Meilleure actrice dans un second rôle
- Judi Dench pour le rôle d'Élisabeth Ire dans Shakespeare in Love
  - Kathy Bates pour le rôle de Libby dans Primary Colors
  - Brenda Blethyn pour le rôle de Mari dans Little Voice
  - Rachel Griffiths pour le rôle d'Hilary du Pré dans Hilary et Jackie (Hilary and Jackie)
  - Lynn Redgrave pour le rôle de Hanna dans Ni dieux ni démons

### Meilleur scénario original
- Marc Norman et Tom Stoppard pour Shakespeare in Love
  - Warren Beatty et Jeremy Pikser Bulworth
  - Vincenzo Cerami et Roberto Benigni La vie est belle
  - Robert Rodat Il faut sauver le soldat Ryan
  - Andrew Niccol The Truman Show

### Meilleure adaptation
- Bill Condon pour Ni dieux ni Démons
  - Scott Frank pour Hors d'atteinte (Out of Sight)
  - Elaine May pour Primary Colors
  - Scott B. Smith pour Un plan simple
  - Terrence Malick pour La Ligne rouge

### Meilleure direction artistique
- Martin Childs et Jill Quertier pour Shakespeare in Love
  - John Myhre et Peter Howitt pour Elizabeth
  - Jeannine Oppewall et Jay Hart pour Pleasantville
  - Tom Sanders et Lisa Dean Kavanaugh pour Il faut sauver le soldat Ryan
  - Eugenio Zanetti et Cyndy Carr pour Au-delà de nos rêves (What Dreams May Come)

### Meilleurs costumes
- Sandy Powell pour Shakespeare in Love
  - Colleen Atwood pour Beloved
  - Alexandra Byrne pour Elizabeth
  - Judianna Makovsky pour Pleasantville
  - Sandy Powell pour Velvet Goldmine

### Meilleur maquillage
- Jenny Shircore pour Elizabeth
  - Lois Burwell, Conor O'Sullivan, Daniel C. Striepeke pour Il faut sauver le soldat Ryan
  - Lisa Westcott, Veronica Brebner pour Shakespeare in Love

### Meilleure photographie
- Janusz Kaminski pour Il faut sauver le soldat Ryan
  - Remi Adefarasin pour Elizabeth
  - Conrad L. Hall pour Préjudice
  - Richard Greatrex pour Shakespeare in Love
  - John Toll pour La Ligne rouge

### Meilleur montage
- Michael Kahn pour Il faut sauver le soldat Ryan
  - Simona Paggi pour La vie est belle
  - Anne V. Coates pour Hors d'atteinte
  - Davif Gamble pour Shakespeare in Love
  - Billy Weber (en), Leslie Jones, Saar Klein pour La Ligne rouge

### Meilleur son
- Il faut sauver le soldat Ryan (Saving Private Ryan) – Gary Rydstrom, Gary Summers, Andy Nelson et Ronald Judkins
  - Armageddon – Kevin O'Connell, Greg P. Russell (en) et Keith A. Wester
  - La Ligne rouge (The Thin Red Line) – Anna Behlmer, Paul Brincat et Andy Nelson
  - Le Masque de Zorro (The Mask of Zorro) – Pud Cusack, Kevin O'Connell et Greg P. Russell (en)
  - Shakespeare in Love – Robin O'Donoghue, Peter Glossop et Dominic Lester

### Meilleur montage de son
- Il faut sauver le soldat Ryan – Gary Rydstrom et Richard Hymns
  - Armageddon – George Watters II
  - Le Masque de Zorro – David McMoyler

### Meilleurs effets spéciaux / effets visuels
- Au-delà de nos rêves (What Dreams May Come) – Nicholas Brooks, Joel Hynek, Kevin Mack et Stuart Robertson
  - Armageddon – John Frazier, Richard R. Hoover et Pat McClung
  - Mon ami Joe (Mighty Joe Young) – Rick Baker, Hoyt Yeatman, Allen Hall et Jim Mitchell

### Meilleure chanson
- When You Believe dans Le Prince d'Égypte (The Prince of Egypt) – Paroles et musique : Stephen Schwartz
  - I Don't Want to Miss a Thing dans Armageddon – Paroles et musique : Diane Warren
  - That'll Do dans Babe 2, le cochon dans la ville (Babe: Pig in the City) – Paroles et musique : Randy Newman
  - A Soft Place to Fall dans L'Homme qui murmurait à l'oreille des chevaux (The Horse Whisperer) – Paroles et musique : Allison Moorer et Gwil Owen
  - The Prayer dans Excalibur, l'épée magique (Quest for Camelot) – Musique : Carole Bayer Sager et David Foster ; paroles : Carole Bayer Sager, David Foster, Tony Renis et Alberto Testa

### Meilleure musique de film
Meilleure partition originale pour un film dramatique
- Nicola Piovani pour La vie est belle
  - David Hirschfelder pour Elizabeth
  - Randy Newman pour Pleasantville
  - John Williams pour Il faut sauver le soldat Ryan
  - Hans Zimmer pour La Ligne rouge

Meilleure partition originale pour un film musical ou une comédie
- Stephen Warbeck pour Shakespeare in Love
  - Randy Newman pour 1 001 Pattes (A Bug's Life)
  - Jerry Goldsmith, Matthew Wilder et David Zippel pour Mulan
  - Marc Shaiman pour Docteur Patch (Patch Adams)
  - Hans Zimmer et Stephen Schwartz pour Le Prince d'Égypte

### Meilleur film étranger
- La vie est belle (La vita è bella) de Roberto Benigni •  Italie
  - Central do Brasil de Walter Salles •  Brésil
  - Les Enfants du ciel (بچه های آسمان) de Majid Majidi •  Iran
  - El Abuelo de José Luis Garci •  Espagne
  - Tango de Carlos Saura •  Argentine

### Meilleur documentaire
- The Last Days de James Moll et Ken Lipper
  - Dancemaker de Matthew Diamond et Jerry Kupfer
  - The Farm: Angola, USA de Jonathan Stack et Liz Garbus
  - Lenny Bruce: Swear to Tell the Truth de Robert B. Weide
  - Regret to Inform de Barbara Sonneborn et Janet Cole

### Meilleur court métrage (prises de vues réelles)
- Election Night (Valgaften) de Kim Magnusson et Anders Thomas Jensen
  - Culture de Will Speck et Josh Gordon
  - Holiday Romance de Alexander Jovy et JJ Keith
  - La Carte postale de Vivian Goffette
  - Victor de Simon Sandquist et Joel Bergvall

### Meilleur court métrage (documentaire)
- The Personals: Improvisations on Romance in the Golden Years de Keiko Ibi
  - A Place in the Land de Charles Guggenheim
  - Sunrise over Tiananmen Square de Shui-Bo Wang et Donald Mc Williams

### Meilleur court métrage (animation)
- Bunny de Chris Wedge
  - The Canterbury Tales de Christopher Grace et Jonathan Myerson
  - Jolly Roger de Mark Baker
  - More de Mark Osborne et Steve Kalafer
  - When Life Departs de Karsten Kiilerich et Stefan Fjeldmark

## Récompenses spéciales

### Oscar d'honneur
- Elia Kazan pour l'ensemble de son œuvre

### Irving G. Thalberg Memorial Award
- Norman Jewison

### Oscar scientifique ou technique
- Avid Technology

## Hommages
Annette Bening présente l'hommage rendu par l'Académie aux personnalités du monde du cinéma décédées l'année précédente : Dane Clark, Linwood G. Dunn, George Davis, Dick O'Neill, Charles Lang, Norman Fell, Freddie Young, John P. Veitch, E. G. Marshall, Jeanette Nolan, Alan J. Pakula, Jerome Robbins, John Addison, Susan Strasberg, Vincent Winter, James Goldman, John Derek, Richard Kiley, Maureen O'Sullivan, Phil Hartman, Esther Rolle, Jean Marais, Binnie Barnes, Valerie Hobson, Gene Raymond, Huntz Hall, Akira Kurosawa, Alice Faye, Robert Young et Roddy McDowall.

## Statistiques

### Nominations multiples
- 13 : Shakespeare in Love
- 11 : Il faut sauver le soldat Ryan
- 7 : Elizabeth, La vie est belle, La Ligne rouge
- 4 : Armageddon
- 3 : Ni dieux ni démons, Pleasantville, The Truman Show
- 2 : Affliction, Au-delà de nos rêves, Central Station, Hilary et Jackie, Le Masque de Zorro, Hors d'atteinte, Préjudice, Primary Colors, Un plan simple

### Récompenses multiples
- 7 / 13 : Shakespeare in Love
- 5 / 11 : Il faut sauver le soldat Ryan
- 3 / 7 : La vie est belle

### Les grands perdants
- 1 / 7 : Elizabeth
- 1 / 3 : Ni dieux ni démons
- 1 / 2 : Affliction
- 0 / 7 : La Ligne rouge
- 0 / 4 : Armageddon
- 0 / 3 : Pleasantville
- 0 / 3 : The Truman Show